# James Lawton Wingate
Sir James Lawton Wingate (né à Kelvinhaugh près de Glasgow le 9 octobre 1846 et mort à Édimbourg le 22 avril 1924) est un peintre écossais.

## Biographie
James Lawton a d'abord travaillé  comme employé commercial et prenait des cours de dessin tôt le matin. Il exposa pour la première fois en 1864 à l'institut des Beaux-Arts de Glasgow. Les félicitations qu'il reçut le poussèrent à démissionner et partir en voyage d'étude en Italie.
Après 1880, il exposa régulièrement à la Royal Scottish Academy et il en devint président en 1919. Il exposa également à Londres, en particulier à la Royal Academy. En 1919 il fut anobli. Il démissionna de sa charge de président peu avant sa mort.
Il est mort le 22 avril 1924 à Édimbourg et est enterré au cimetière de La Grange (en), une banlieue d'Édimbourg. 

## Œuvre
James Lawton Wingate fut d'abord inspiré par John Ruskin et les préraphaélites.
Lors de son voyage en Italie, il réalisa 150 aquarelles.  
À son retour en Écosse, il a vécu à Hamilton, Lanarkshire, où il se spécialisa dans les peintures de paysages et de forêts. Il étudia à la Royal Scottish Academy. Il rencontra en 1873 Hugh Cameron, un autre peintre écossais, qui fut d'une grande aide par ses critiques constructives. 
En 1874 il déménagea à Crieff puis à Muthill, Perthshire. Il a peint des scènes de genre rustique, puis des paysages de plus en plus impressionnistes, qui ont fait sa réputation. 
Un de ses tableaux, Crépuscule au détroit de Kilbrannan, est conservé au musée des Beaux-Arts de Brest. 

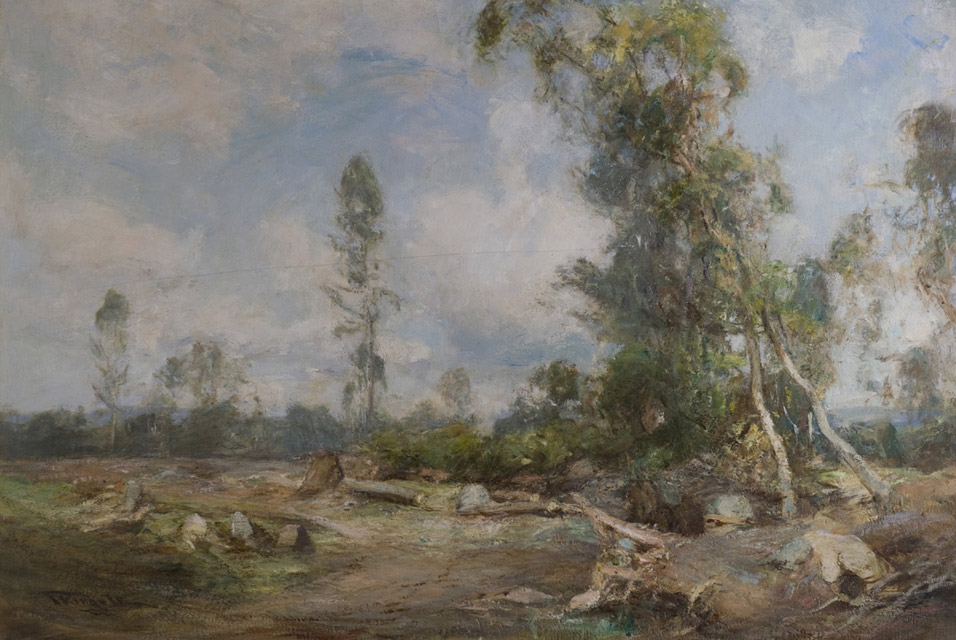
Sir James Lawton Wingate - River landscape (paysage de rivière).